# Johannes Bachmann (Admiral)
Johannes Bachmann (* 22. März 1890 in Werdau; † 2. April 1945 in Willebadessen) war ein deutscher Marineoffizier, zuletzt Admiral im Zweiten Weltkrieg, sowie von 1943 bis 1945 Landrat des Kreises Warburg.

## Leben
Bachmann trat als Seekadett am 1. April 1909 in die Kaiserliche Marine ein, absolvierte seine Schiffsausbildung auf dem Großen Kreuzer Freya und kam dann an die Marineschule. Dort erfolgte seine Ernennung zum Fähnrich zur See am 12. April 1912. Nachdem er die Schule erfolgreich absolviert hatte, wurde er dem Ostasiengeschwader zugeteilt, an Bord des Großen Kreuzers Gneisenau eingesetzt und am 19. September 1912 zum Leutnant zur See befördert. Nach seiner Rückkehr nach Deutschland im September 1913 wurde er zunächst zur Disposition der II. Marineinspektion gestellt und ab 15. Januar 1914 zur II. Torpedo-Division versetzt, wo er als Kompanie- und Wachoffizier diente.
Auch nach dem Ausbruch des Ersten Weltkriegs diente Bachmann weiterhin in der II. Torpedo-Division. Am 2. Mai 1915 wurde er zum Oberleutnant zur See befördert. Nach Versetzung zur V. Torpedobootflottille wurde er am 12. Oktober 1917 Kommandant des Torpedoboots G 8 und danach am 2. Februar 1918 von V 130.
Nach Kriegsende erfolgte seine Übernahme in die Reichsmarine und am 21. Januar 1920 die Beförderung zum Kapitänleutnant. Zunächst diente er bei der IV. Marineartillerieabteilung in Cuxhaven. Am 4. Oktober 1923 wurde er als Artillerieoffizier auf den Kleinen Kreuzer Hamburg versetzt. Zwei Jahre später kam Bachmann in den Stab des Chefs der Marinestation der Nordsee. Ende 1926 wechselte er als Ausbilder an die Marineschule und am 1. Januar 1928 wurde er zum Korvettenkapitän befördert. Am 27. September 1928 wurde er Navigationsoffizier an Bord des Kleinen Kreuzers Nymphe. Am 16. April 1929 wurde der Schiffsstammbesatzung des Leichten Kreuzers Karlsruhe zugeteilt; gleichzeitig hatte er vom 20. Mai bis 30. September 1929 zeitweise das Kommando über die I. Abteilung der Schiffsstammdivision der Ostsee inne. Nach der Indienststellung der Karlsruhe war er ab 6. November 1929 deren Erster Offizier. Vom 9. April bis zum 21. September 1931 wurde Bachmann zur Disposition des Chefs der Marinestation der Ostsee gestellt. Als Leiter Marinewehrabteilung (A I) im Marinekommandoamt des Reichswehrministeriums diente Bachmann dann bis 28. September 1933, und in dieser Dienststellung wurde er am 1. April 1933 Fregattenkapitän. Am 29. September 1933 übernahm er die Leitung der Reichs- bzw. Kriegsmarinedienststelle Königsberg. Als Kapitän zur See (seit 1. April 1935) erhielt Bachmann am 21. September 1935 das Kommando über den Leichten Kreuzer Emden. Nachdem er das Schiff an seinen Nachfolger Kapitän zur See Lohmann übergeben hatte, wurde er am 26. August 1936 zum Chef des Stabes der Marinestation der Nordsee ernannt. In dieser Funktion erfolgte seine Beförderung zum Konteradmiral am 1. April 1939.
Am 21. August 1940 wurde Bachmann zum Küstenbefehlshaber Ostfriesland ernannt. Nachdem sein Befehlsbereich mit dem des Küstenbefehlshaber Nordfriesland zusammengefasst worden war, erhielt er am 14. Februar 1941 die daraus entstandene Dienststelle Küstenbefehlshaber Deutsche Bucht. Er wurde am 1. April 1941 zum Vizeadmiral befördert und am 8. August 1942 zum Marinebefehlshaber Westfrankreich ernannt. Seine Beförderung zum Admiral folgte kurz darauf am 1. September 1942. Anfang Februar 1943 wurde die Dienststelle in Kommandierender Admiral Atlantikküste umbenannt. Bachmann wurde am 6. März 1943 zur Disposition des Oberbefehlshabers der Marine gestellt. Am 31. Mai 1943 erfolgte seine Verabschiedung aus dem aktiven Dienst.
Ab 16. Juni 1943 war Bachmann Landrat des Kreises Warburg. Bei Kampfhandlungen mit US-amerikanischen Streitkräften kam er am 2. April 1945 in Willebadessen ums Leben.

## Auszeichnungen
- Eisernes Kreuz (1914) II. und I. Klasse[2]
- Marineverwundetenabzeichen in Schwarz[2]
- Ritterkreuz II. Klasse des Albrechts-Ordens mit Schwertern[2]
- Spange zum Eisernen Kreuz II. und I. Klasse
- Deutsches Kreuz in Silber am 5. März 1943